# Rollmannsberg
Der Rollmannsberg (1042 m) ist ein Berg im Bayerischen Wald im Südosten der Stadt Freyung und liegt in rund einem Kilometer Entfernung zur Grenze nach Tschechien.
Die nächste Siedlung ist der Ortsteil Frauenberg der Gemeinde Haidmühle. Nächster benachbarte Berg ist im Süden der Dreisesselberg (1333 m).